# George Fish
George Winthrop Fish (Los Angeles, Kalifornia, 1895. április 4. – East Hampton, New York, 1977. február 22.) olimpiai bajnok amerikai rögbijátékos, orvos.
Az 1920. évi nyári olimpiai játékokon az amerikai rögbicsapatban játszott és olimpiai bajnok lett.
Berkeleyben, a Kaliforniai Egyetemen tanult, és a Columbia Medical Schoolon végzett és mint urológus praktizált.